# Mikkey Dee
Micael Kiriakos Delaoglou (em grego: Μιχαήλ Κυριάκος Δελάογλου), mais conhecido como Mikkey Dee (nascido em 31 de outubro de 1963 em Gotemburgo, Suécia) é um baterista de heavy metal e atual integrante do Scorpions. Sueco de ascendência grega, Mikkey tornou-se conhecido por sua velocidade e precisão desde meados dos anos 80, quando tocava com King Diamond, e na banda solo de Don Dokken, saindo no início dos anos 1990 para juntar-se ao  Motörhead. Mikkey Dee também tocou provisoriamente para a banda alemã de power metal Helloween, durante a gravação do álbum Rabbit Don't Come Easy, no ano 2003. Em 29 de dezembro de 2015, um dia após a morte de seu amigo e companheiro de banda Lemmy Kilmister, Dee veio a público dizer que o Motörhead sem o seu estimado baixista e líder, não tinha mais como permanecer ativo, assim dissolvendo a banda.
Ficou em 29° lugar na lista dos "50 melhores bateristas de hard rock e metal de todos os tempos" do site Loudwire.
No dia 12 de setembro de 2016, a banda alemã Scorpions anunciou a contratação definitiva do baterista.

## Discografia

### King Diamond
- Fatal Portrait (1986)
- Abigail (1987)
- "Them" (1988)
- Conspiracy (1989)

### Don Dokken
- Up from the Ashes (1990)

### Motörhead
- March ör Die (1992) - apenas Hellraiser
- Bastards (1993)
- Sacrifice (1995)
- Overnight Sensation (1996)
- Snake Bite Love (1998)
- We Are Motörhead (2000)
- Hammered (2002)
- Inferno (2004)
- Kiss of Death (2006)
- Motörizer (2008)
- The Wörld is Yours (2010)
- Aftershock (2013)
- Bad Magic (2015)

### Helloween
- Rabbit Don't Come Easy (2003)

Scorpions
- Rock Believer (2022)